# مارتن كراني
مارتن كراني (بالإنجليزية: Martin Cranie)‏ (23 سبتمبر 1986 في المملكة المتحدة - ) هو لاعب كرة قدم بريطاني في مركز الدفاع. شارك مع منتخب إنجلترا تحت 17 سنة لكرة القدم ومنتخب إنجلترا تحت 18 سنة لكرة القدم ومنتخب إنجلترا تحت 19 سنة لكرة القدم ومنتخب إنجلترا تحت 20 سنة لكرة القدم ومنتخب إنجلترا تحت 21 سنة لكرة القدم. أما مع النوادي، فقد لعب مع تشارلتون أثلتيك وكوفنتري سيتي وكوينز بارك رينجرز ونادي بارنسلي ونادي بورتسموث ونادي بورنموث ونادي ساوثهامبتون وهدرسفيلد تاون ويوفل تاون.

## وصلات خارجية
- مارتن كراني على موقع قاعدة بيانات كرة القدم.إي يو (الإنجليزية)
- مارتن كراني على موقع Soccerbase.com (لاعب) (الإنجليزية)
- مارتن كراني على موقع Soccerway.com (الإنجليزية)
- مارتن كراني على موقع عالم كرة القدم.نت (الإنجليزية)